# Орден Полярной звезды (Швеция)

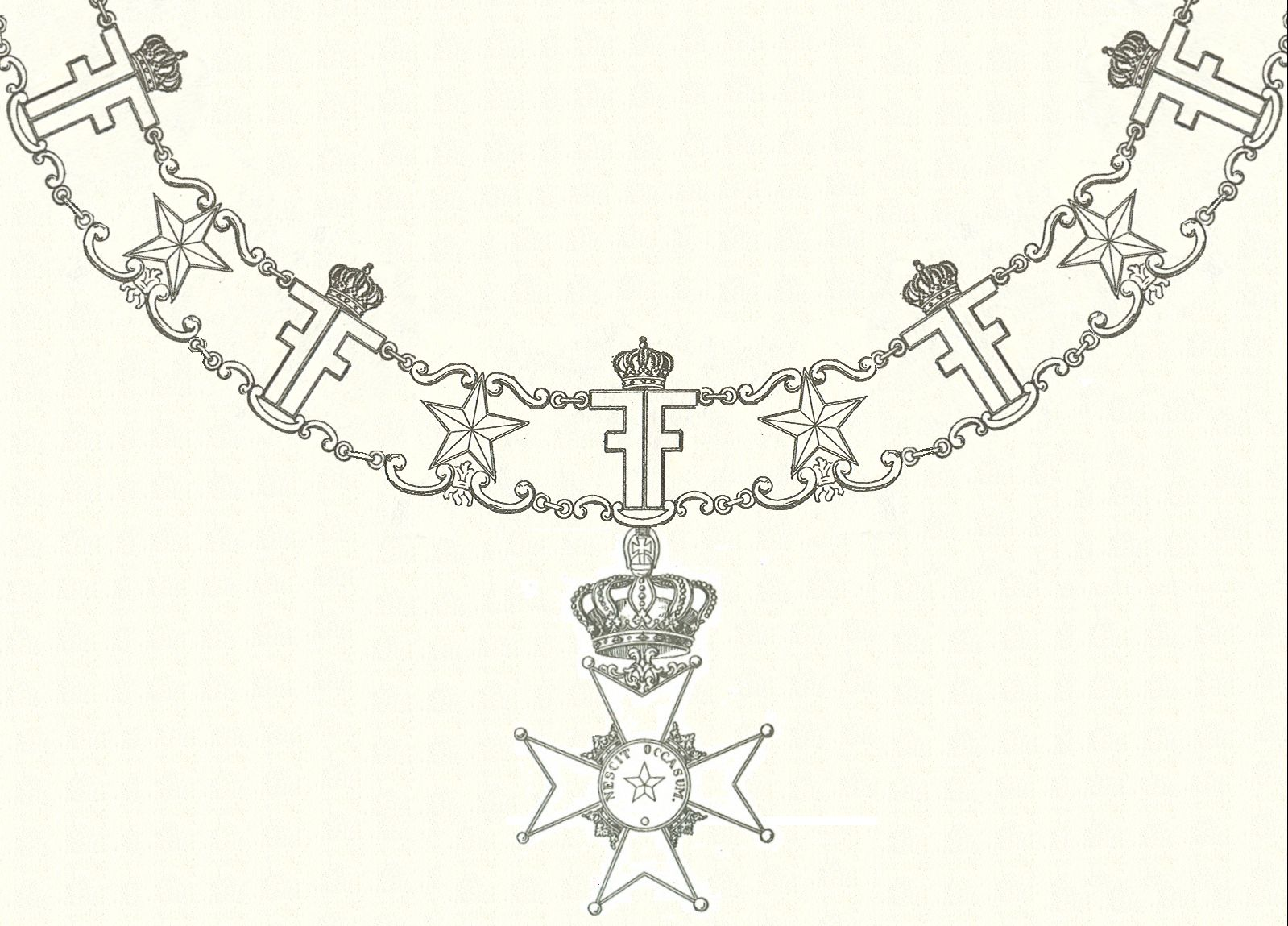
Знак ордена на орденской цепи

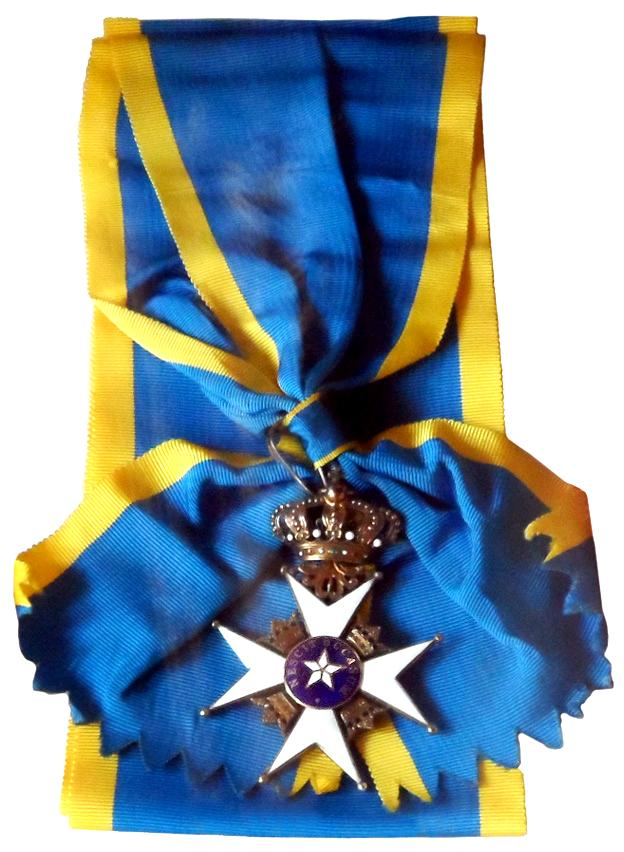
Крест и лента ордена

Орден Полярной звезды (швед. Nordstjärneorden) — орден гражданских заслуг Швеции.

## История
Орден был учреждён Фредриком I в 1748 году и первоначально имел два класса. В статуте ордена было указано:
«Мы назначаем его тем, кто гражданскими добродетелями, знаниями и полезными обществу заведениями отличил себя и сделался достойным особенного внимания правительства. Рассудили мы назвать его сим именем потому, что кавалеры, украшенные оным орденом, помнили, что сия звезда никогда не заходит и должность их состоит в том, чтобы не умалять славы шведов и не уничтожить блеска уже приобретённого долгим последствием веков…»
Впоследствии король Густав III определил иметь шесть кавалеров ордена Полярной звезды из лиц духовного звания (по три кавалера соответственно Большого и Малого крестов), чтобы этой наградой украшались грудь пастыря, старавшегося внушить верующим христианские добродетели.
С 1975 года орденом награждаются исключительно иностранные граждане за важный вклад в развитие связей со Швецией. В самой Швеции орден вручается только членам Шведского королевского дома.
Все прошедшие десятилетия немало представителей общественности считали данное правило несправедливым по отношению к шведским гражданам.
Благодаря подписям, собранным Шведским Фалеристическим обществом, с 2018 года в межпарламентском комитете обсуждался вопрос о восстановлении награждения граждан Швеции.
Идея о наградной реформе была поддержана положительными отзывами от 81-го ведомства, учебных заведений, учреждений науки и культуры, общественных организаций.
19 апреля 2022 года Правительство Швеции внесло в Риксдаг 51-страничный законопроект N 2021/22:232, предполагающий реформу наградной системы страны.
Согласно законопроекту будет установлено награждение военных — Королевским Орденом Меча, госслужащих — Королевским Орденом Полярной звезды и частных лиц — Королевским Орденом Вазы.
15 июня 2022 года Риксдаг Швеции после четырехчасового обсуждения практически единогласно утвердил закон N 2021/22:232, внесенный 19 апреля 2022 года Правительством Швеции о реформе наградной системы страны.
Кандидатуры на награждение будут рассматриваться специальной комиссией Шведской Королевской Академии наук и утверждаться правительством.

## Степени
Сегодня орден имеет пять степеней:
- — Командор Большого креста (KmstkNO) (с 1772) — знак ордена на плечевой ленте, звезда ордена. В особо торжественных случаях знак ордена носится на орденской цепи.
- — Командор первого класса (KNO1kl) — знак ордена на шейной ленте, звезда ордена.
- — Командор (KNO) (с 1772) — знак ордена на шейной ленте.
- — Рыцарь первого класса (RNO1kl) — знак (золотой) ордена на нагрудной колодке.
- — Рыцарь (RNO) (с 1975) — знак (серебряный) ордена на нагрудной колодке.

## Знаки ордена
Орденский знак — мальтийский крест белой эмали. Между лучами креста помещены короны, венчает крест королевская корона. В центре креста расположен круг голубой эмали, на который наложена белая пятиконечная звезда, а вокруг надпись «Nescit occasum» («Не знает заката»).
Лента — чёрная, атласная.
В 1975 году дизайн ордена незначительно изменился. Был изменён цвет ленты для иностранцев: синий с двумя жёлтыми полосками по краям. Членам Шведского королевского дома орден вручается по-прежнему на чёрной ленте.

## Советские и российские кавалеры ордена
В числе награждённых орденом Полярной звезды:
- Бенкендорф, Александр Христофорович — государственный деятель.
- Жуковский, Василий Андреевич — русский поэт.
- Коковцов, Владимир Николаевич  — министр финансов (1905-1914), Председатель Совета Министров (1911-1914).
- Нессельроде, Карл Васильевич — государственный деятель, канцлер Российской империи (1845-1862).
- Рерих, Николай Константинович — художник, археолог, философ, общественный деятель.
- Ростопчин, Фёдор Васильевич — московский градоначальник и генерал-губернатор.
- Семёнов-Тян-Шанский, Пётр Петрович — русский географ, ботаник, статистик, экономист, путешественник.
- Афанасьев, Юрий Николаевич — историк, бывший ректор МГИАИ-РГГУ
- Вилинбахов, Георгий Вадимович — председатель Геральдического совета при Президенте Российской Федерации
- Гриневский, Олег Алексеевич — последний посол СССР и первый посол Российской Федерации в Швеции
- Косачёв, Константин Иосифович — председатель международного комитета Государственной думы Российской Федерации
- Любимов, Юрий Петрович — режиссёр, актёр и педагог, народный артист России
- Пиотровский, Михаил Борисович — директор Государственного Эрмитажа
- Степашин, Сергей Вадимович — председатель Счётной палаты Российской Федерации
- Толстая, Наталия Никитична — писательница, преподаватель шведского языка при кафедре скандинавской филологии СПбГУ

## В культуре
- Чехов, Антон Павлович — «Палата № 6»:

— Но знаете, чего я рано или поздно добьюсь? — продолжает бывший сортировщик, лукаво щуря глаза. — Я непременно получу шведскую «Полярную звезду». Орден такой, что стоит похлопотать. Белый крест и чёрная лента. Это очень красиво.